# ژیمو میرالس
ژیمو میرالس (انگلیسی: Ximo Miralles؛ زادهٔ ۱۴ آوریل ۱۹۹۶) بازیکن فوتبال است.
از باشگاه‌هایی که در آن بازی کرده‌است می‌توان به باشگاه فوتبال آلکورکون اشاره کرد.